# Stanley-Cup-Playoffs 1965
Die Playoffs um den Stanley Cup des Jahres 1965 begannen am 1. April 1965 und endeten am 1. Mai 1965 mit dem 4:3-Erfolg der Canadiens de Montréal gegen die Chicago Black Hawks. Die Canadiens gewannen damit ihren insgesamt 13. Titel der Franchise-Geschichte und beendeten zugleich die Serie der Toronto Maple Leafs, die zuvor dreimal in Folge erfolgreich gewesen waren. Darüber hinaus wurde Montréal mit diesem 13. Erfolg – gegenüber den zwölf Stanley Cups der Maple Leafs – wieder zum alleinigen und bis heute amtierenden Rekordsieger der Trophäe. Zudem stellten sie in Person von Kapitän Jean Béliveau den ersten Gewinner der Conn Smythe Trophy, die fortan den Most Valuable Player der Playoffs auszeichnet. Die unterlegenen Black Hawks hingegen hatten mit Bobby Hull den Topscorer und besten Torschützen dieser post-season in ihren Reihen.
Zum erst zweiten Mal in der Ligahistorie (nach 1955) wurden alle Begegnungen des Stanley-Cup-Finals mit Heimsiegen entschieden, was erst im Jahre 2003 erneut geschah.

## Modus
Für die Playoffs qualifizierten sich die vier besten Teams der Liga. Im Halbfinale standen sich der Erste und der Dritte sowie der Zweite und der Vierte der Abschlusstabelle gegenüber. Die jeweiligen Sieger bestritten anschließend das Stanley-Cup-Finale.
Alle Serien wurden dabei im Best-of-Seven-Modus ausgetragen, das heißt, dass ein Team vier Siege zum Weiterkommen benötigte. Das höher gesetzte Team hatte dabei in den ersten beiden Spielen Heimrecht, die nächsten beiden das gegnerische Team. Sollte bis dahin kein Sieger aus der Runde hervorgegangen sein, wechselte das Heimrecht von Spiel zu Spiel. So hatte die höher gesetzte Mannschaft in den Spielen 1, 2, 5 und 7, also vier der maximal sieben Spiele, einen Heimvorteil.
Bei Spielen, die nach der regulären Spielzeit von 60 Minuten unentschieden blieben, folgte die Overtime. Sie endete durch das erste erzielte Tor (Sudden Death).

## Qualifizierte Teams
- (1) Detroit Red Wings
- (2) Canadiens de Montréal
- (3) Chicago Black Hawks
- (4) Toronto Maple Leafs

## Playoff-Baum
|  | Halbfinale | Halbfinale            | Halbfinale |  |  | Stanley-Cup-Finale | Stanley-Cup-Finale    | Stanley-Cup-Finale |
|  |            |                       |            |  |  |                    |                       |                    |
|  |            |                       |            |  |  |                    |                       |                    |
|  | 1          | Detroit Red Wings     | 3          |  |  |                    |                       |                    |
|  | 3          | Chicago Black Hawks   | 4          |  |  |                    |                       |                    |
|  |            |                       |            |  |  | 3                  | Chicago Black Hawks   | 3                  |
|  |            |                       |            |  |  | 2                  | Canadiens de Montréal | 4                  |
|  | 2          | Canadiens de Montréal | 4          |  |  |                    |                       |                    |
|  | 4          | Toronto Maple Leafs   | 2          |  |  |                    |                       |                    |
|  |            |                       |            |  |  |                    |                       |                    |

## Halbfinale

### (1) Detroit Red Wings – (3) Chicago Black Hawks
| 1. April 1965 | Detroit Red Wings Floyd Smith (12:51) Alex Delvecchio (31:54) Alex Delvecchio (52:13) Norm Ullman (55:13) | 4:3 (1:1, 1:1, 2:1) Spielbericht Stand: 1:0 | Chicago Black Hawks Bobby Hull (16:45) Phil Esposito (24:12) Chico Maki (41:01) | Detroit Olympia, Detroit, Michigan Zuschauer: 14.927 |

| 4. April 1965 | Detroit Red Wings Albert Langlois (8:44) Norm Ullman (27:06) Gordie Howe (35:36) Gordie Howe (40:56) Eddie Joyal (49:12) Parker MacDonald (55:11) | 6:3 (1:1, 2:0, 3:2) Spielbericht Stand: 2:0 | Chicago Black Hawks Fred Stanfield (1:29) Bobby Hull (41:22) Bobby Hull (44:13) | Detroit Olympia, Detroit, Michigan Zuschauer: 15.002 |

| 6. April 1965 | Chicago Black Hawks Bill Hay (5:21) Stan Mikita (6:50) Doug Mohns (8:01) Bobby Hull (38:42) Bobby Hull (46:49) | 5:2 (3:1, 1:1, 1:0) Spielbericht Stand: 1:2 | Detroit Red Wings Ted Lindsay (11:00) Ted Lindsay (22:33) | Chicago Stadium, Chicago, Illinois Zuschauer: 16.666 |

| 8. April 1965 | Chicago Black Hawks Chico Maki (7:57) Bobby Hull (49:12) | 2:1 (1:1, 0:0, 1:0) Spielbericht Stand: 2:2 | Detroit Red Wings Gordie Howe (9:25) | Chicago Stadium, Chicago, Illinois Zuschauer: 19.000 |

| 11. April 1965 | Detroit Red Wings Ted Lindsay (19:19) Norm Ullman (37:35) Norm Ullman (37:40) Norm Ullman (57:59) | 4:2 (1:1, 2:1, 1:0) Spielbericht Stand: 3:2 | Chicago Black Hawks Eric Nesterenko (8:37) Bobby Hull (34:59) | Detroit Olympia, Detroit, Michigan |

| 13. April 1965 | Chicago Black Hawks Kenny Wharram (23:18) Phil Esposito (52:18) Stan Mikita (55:15) Bill Hay (56:48) | 4:0 (0:0, 1:0, 3:0) Spielbericht Stand: 3:3 | Detroit Red Wings | Chicago Stadium, Chicago, Illinois Zuschauer: 16.666 |

| 15. April 1965 | Detroit Red Wings Norm Ullman (7:04) Gordie Howe (16:35) | 2:4 (2:0, 0:2, 0:2) Spielbericht Stand: 3:4 | Chicago Black Hawks Bobby Hull (28:52) Doug Mohns (38:09) Stan Mikita (49:42) Eric Nesterenko (54:15) | Detroit Olympia, Detroit, Michigan Zuschauer: 15.006 |

### (2) Canadiens de Montréal – (4) Toronto Maple Leafs
| 1. April 1965 | Canadiens de Montréal Henri Richard (11:02) Ralph Backstrom (14:34) Bobby Rousseau (52:29) | 3:2 (2:0, 0:0, 1:2) Spielbericht Stand: 1:0 | Toronto Maple Leafs Dickie Moore (48:04) Carl Brewer (50:46) | Forum de Montréal, Montréal, Québec Zuschauer: 14.007 |

| 3. April 1965 | Canadiens de Montréal Claude Provost (2:47) Jean Béliveau (39:12) Henri Richard (52:12) | 3:1 (1:0, 1:1, 1:0) Spielbericht Stand: 2:0 | Toronto Maple Leafs Ron Ellis (30:43) | Forum de Montréal, Montréal, Québec |

| 6. April 1965 | Toronto Maple Leafs Eddie Shack (23:19) Andy Bathgate (47:50) Dave Keon (64:17) | 3:2 n. V. (0:1, 1:0, 1:1, 1:0) Spielbericht Stand: 1:2 | Canadiens de Montréal Jean Béliveau (17:02) Henri Richard (40:47) | Maple Leaf Gardens, Toronto, Ontario Zuschauer: 14.502 |

| 8. April 1965 | Toronto Maple Leafs Red Kelly (35:22) Ron Ellis (45:16) Chief Armstrong (45:56) Red Kelly (59:32) | 4:2 (0:2, 1:0, 3:0) Spielbericht Stand: 2:2 | Canadiens de Montréal Bobby Rousseau (3:48) Henri Richard (5:45) | Maple Leaf Gardens, Toronto, Ontario Zuschauer: 14.572 |

| 10. April 1965 | Canadiens de Montréal Yvan Cournoyer (32:05) Bobby Rousseau (47:30) Jean Béliveau (59:16) | 3:1 (0:0, 1:1, 2:0) Spielbericht Stand: 3:2 | Toronto Maple Leafs Bob Pulford (23:45) | Forum de Montréal, Montréal, Québec Zuschauer: 15.187 |

| 13. April 1965 | Toronto Maple Leafs Dave Keon (2:10) Red Kelly (3:11) Ron Ellis (3:49) | 3:4 n. V. (3:1, 0:1, 0:1, 0:1) Spielbericht Stand: 2:4 | Canadiens de Montréal John Ferguson (3:32) Jacques Laperrière (29:20) Bobby Rousseau (46:27) Claude Provost (76:33) | Maple Leaf Gardens, Toronto, Ontario Zuschauer: 14.702 |

## Stanley-Cup-Finale

### (2) Canadiens de Montréal – (3) Chicago Black Hawks
| 17. April 1965 | Canadiens de Montréal Henri Richard (22:39) John Ferguson (25:26) Yvan Cournoyer (48:59) | 3:2 (0:0, 2:1, 1:1) Spielbericht Stand: 1:0 | Chicago Black Hawks Camille Henry (24:47) Matt Ravlich (42:38) | Forum de Montréal, Montréal, Québec Zuschauer: 14.737 |

| 20. April 1965 | Canadiens de Montréal Jean Béliveau (22:55) Dick Duff (48:07) | 2:0 (0:0, 1:0, 1:0) Spielbericht Stand: 2:0 | Chicago Black Hawks | Forum de Montréal, Montréal, Québec |

| 22. April 1965 | Chicago Black Hawks Phil Esposito (25:03) Kenny Wharram (42:08) Chico Maki (59:24) | 3:1 (0:0, 1:1, 2:0) Spielbericht Stand: 1:2 | Canadiens de Montréal John Ferguson (24:16) | Chicago Stadium, Chicago, Illinois Zuschauer: 16.666 |

| 25. April 1965 | Chicago Black Hawks Fred Stanfield (2:57) Bobby Hull (40:26) Bill Hay (55:20) Bobby Hull (58:48) Doug Jarrett (59:57) | 5:1 (1:0, 0:1, 4:0) Spielbericht Stand: 2:2 | Canadiens de Montréal Jean Béliveau (26:29) | Chicago Stadium, Chicago, Illinois Zuschauer: 16.666 |

| 27. April 1965 | Canadiens de Montréal Jean Béliveau (7:14) Dick Duff (16:36) Bobby Rousseau (22:38) Jean Béliveau (44:29) Henri Richard (46:46) J. C. Tremblay (59:55) | 6:0 (2:0, 1:0, 3:0) Spielbericht Stand: 3:2 | Chicago Black Hawks | Forum de Montréal, Montréal, Québec Zuschauer: 14.762 |

| 29. April 1965 | Chicago Black Hawks Elmer Vasko (46:06) Doug Mohns (48:15) | 2:1 (0:0, 0:1, 2:0) Spielbericht Stand: 3:3 | Canadiens de Montréal Ralph Backstrom (36:57) | Chicago Stadium, Chicago, Illinois Zuschauer: 20.000 |

| 1. Mai 1965 | Canadiens de Montréal Jean Béliveau (0:14) Dick Duff (5:03) Yvan Cournoyer (16:27) Henri Richard (18:45) | 4:0 (4:0, 0:0, 0:0) Spielbericht Stand: 4:3 | Chicago Black Hawks | Forum de Montréal, Montréal, Québec Zuschauer: 15.740 |

### Stanley-Cup-Sieger
| Stanley-Cup-Sieger Canadiens de Montréal | Torhüter: Charlie Hodge, Ernie Wakely, Gump Worsley Verteidiger: Jean Gauthier, Terry Harper, Ted Harris, Jacques Laperrière, Noel Picard, Jean-Guy Talbot, J. C. Tremblay, Bryan Watson Angreifer: Ralph Backstrom, Dave Balon, Jean Béliveau (C), Red Berenson, Yvan Cournoyer, Dick Duff, John Ferguson, Claude Larose, Garry Peters, Claude Provost, Henri Richard, Jim Roberts, Bobby Rousseau, Gilles Tremblay Cheftrainer: Toe Blake General Manager: Sam Pollock |

## Beste Scorer
Abkürzungen: GP = Spiele, G = Tore, A = Assists, Pts = Punkte, +/− = Plus/Minus, PIM = Strafminuten; Fett: Bestwert
| Spieler        | Team     | GP | G  | A | Pts | +/− | PIM |
| -------------- | -------- | -- | -- | - | --- | --- | --- |
| Bobby Hull     | Chicago  | 14 | 10 | 7 | 17  | +4  | 27  |
| Jean Béliveau  | Montréal | 13 | 8  | 8 | 16  | −1  | 34  |
| Bobby Rousseau | Montréal | 13 | 5  | 8 | 13  | −3  | 24  |
| Chico Maki     | Chicago  | 14 | 3  | 9 | 12  | +6  | 8   |
| Henri Richard  | Montréal | 13 | 7  | 4 | 11  | −5  | 24  |
| Norm Ullman    | Detroit  | 7  | 6  | 4 | 10  | −3  | 2   |
| Stan Mikita    | Chicago  | 14 | 3  | 7 | 10  | +3  | 53  |
| J. C. Tremblay | Montréal | 13 | 1  | 9 | 10  | +4  | 18  |
| Dick Duff      | Montréal | 13 | 3  | 6 | 9   | −3  | 17  |
| Claude Provost | Montréal | 13 | 2  | 6 | 8   | −4  | 12  |

Die beste Plus/Minus-Statistik erreichte Elmer Vasko von den Chicago Black Hawks mit einem Wert von +10.

## Beste Torhüter
Die kombinierte Tabelle zeigt die jeweils drei besten Torhüter in den Kategorien Gegentorschnitt und Fangquote sowie die jeweils Führenden in den Kategorien Shutouts und Siege.
Abkürzungen: GP = Spiele, Min = Eiszeit (in Minuten), W = Siege, L = Niederlagen, GA = Gegentore, SO = Shutouts, Sv% = gehaltene Schüsse (in %), GAA = Gegentorschnitt; Fett: Bestwert; Sortiert nach Gegentorschnitt.
Erfasst werden nur Torhüter mit 120 absolvierten Spielminuten.
| Spieler       | Team     | GP | Min    | W | L | GA | SO | Sv%  | GAA  |
| ------------- | -------- | -- | ------ | - | - | -- | -- | ---- | ---- |
| Gump Worsley  | Montréal | 8  | 500:50 | 5 | 3 | 14 | 2  | 93,6 | 1,68 |
| Charlie Hodge | Montréal | 5  | 300:00 | 3 | 2 | 10 | 1  | 92,5 | 2,00 |
| Glenn Hall    | Chicago  | 13 | 760:00 | 7 | 6 | 28 | 1  | 92,5 | 2,21 |